# マイケル・コール (心理学者)
マイケル・コール (英語:Michael Cole、1938年4月13日 - ) は、アメリカ合衆国の心理学者で、カリフォルニア大学サンディエゴ校（UCSD）の特別名誉教授（Emeritus distinguished professor）である。同大学では心理学部、コミュニケーション学部、人間発達プログラムにおいて教職を務めた。コールは、文化心理学および文化・歴史的心理学の分野で世界的な影響力を持つ研究者である。

## 業績
彼は、ロシアの文化・歴史的活動理論（特にヴィゴツキーやルリアの理論）とアメリカの学習理論を融合し、「媒介的心の理論（mediational theory of mind）」を発展させた。彼の研究は、文化が人間の認知発達や学習にどのように影響するかを明らかにし、文化心理学という学問分野の確立に大きく貢献した。またコールは、「第5次元（Fifth Dimension）」という革新的な課外教育プログラムを開発し、学習困難な子どもたちの知的・社会的発達を促進した。このプログラムは、遊びと教育、コンピュータやインターネットの活用を組み合わせ、全米や海外でも広く導入された。また彼は、ヴィゴツキーやルリアの著作の翻訳・紹介を通じて、文化・歴史的心理学の国際的普及にも大きく貢献した。

## 経歴
コールは、カリフォルニア大学ロサンゼルス校、インディアナ大学、モスクワ大学、スタンフォード大学での研究経験を経て、1963年にスタンフォード大学講師、1964年にイェール大学助教授、1966年にカリフォルニア大学アーバイン校准教授、1969年にロックフェラー大学准教授を務め、1975年にロックフェラー大学で教授に昇任した。 1978年にはカリフォルニア大学サンディエゴ校（UCSD）に移籍し、心理学部およびコミュニケーションプログラムにおいて教職に就いた。 1995年にUCSDの比較人間認知研究所(en:Laboratory of Comparative Human Cognition)の所長となり、1999年にはユニバーシティ・プロフェッサー（University Professor）の一人に任命された。

## 主要著作
- Cultural Psychology: A Once and Future Discipline（『文化心理学：かつてそして未来の学問」）
- The Psychology of Literacy（『リテラシーの心理学』、シルビア・スクリブナーと共著）
- The Development of Children（『子どもの発達』、シーラ・コールと共著）
- Mind in Society: The Development of Higher Psychological Processes』（ヴィゴツキーのエッセイの翻訳・編集）

## 学術団体
コールは全米教育アカデミー(en:National Academy of Education)およびアメリカ芸術科学アカデミー(en:American Academy of Arts and Sciences)の会員である。